# FHSST
FHSST (Free High School Science Texts) は、南アフリカの非営利団体によるプロジェクト。科学分野のオープン教科書を制作している。教科書は政府のシラバスに従って制作されており、クリエイティブコモンズライセンス (CC BY)の下で公開されており、教員や生徒が自由に印刷、配布できる。

## 歴史
FHSSTは、2002年に物理学者のMark Hornerによって設立された。南アフリカの農村の子供たちが、学校のクラスメートが使える教科書を制作する目的で、波動の授業ノートの校正をお願いしたことがきっかけである。。

## 科目
FHSSTは主に、日本の高校1年生から高校3年生に相当する、物理、化学、数学を扱っている。